# George Finnegan
George V. Finnegan (1882–1913) fue un boxeador estadounidense.  En los Juegos Olímpicos de San Luis 1904, participó en las categorías de peso mosca y gallo —ambas con dos competidores—, logrando las medallas de oro y plata respectivamente. Ha sido uno de cinco boxeadores en ganar dos preseas en una competición olímpica desde 1904. 